# Vullnet Starova
Vullnet Starova (mac. Вулнет Старова; ur. 6 maja 1934 w Pogradcu, zm. 5 sierpnia 1995) – jugosłowiański i macedoński polityk oraz lekarz pochodzenia albańskiego. Doktor nauk medycznych, w latach 1986–1991 przewodniczący Zgromadzenia Socjalistycznej Republiki Macedonii.

## Życiorys
Urodził się 6 maja 1934 roku w albańskim mieście Pogradec, wraz z rodziną przeniósł się do leżącego w Jugosławii Skopje. Ukończył studia medyczne, specjalizował się w pediatrii.
Zaangażował się w działalność polityczną, zostając członkiem Komitetu Centralnego Związku Komunistów Jugosławii oraz Rady Wykonawczej Zgromadzenia Socjalistycznej Republiki Macedonii, której był wiceprzewodniczącym w latach 1974–1978. W wyborach parlamentarnych z lat 1978 i 1982 uzyskał mandat do Zgromadzenia Socjalistycznej Federacyjnej Republiki Jugosławii, a od 28 kwietnia 1986 do 8 stycznia 1991 roku pełnił funkcję przewodniczącego Zgromadzenia Socjalistycznej Republiki Macedonii. Zmarł 5 sierpnia 1995 roku.

## Odznaczenia[1]
- Order Braterstwa i Jedności I klasy
- Order Pracy z Czerwoną Flagą
- Order Zasługi dla Ludu ze Srebrną Gwiazdą